# Olle Garp
Olof Axel "Olle" Garp, född 1973 i Sollerön, Mora kommun, Kopparbergs län, är en svensk radio- och tv-personlighet. Garp är kanske mest känd som en av programledarna i Morgonpasset i Sveriges Radio P3, han har även varit programledare för "P3 Musik med spellistan" på fredagar. Sedan 2013 jobbar han som producent på contentbyrån OTW.

Tidigare har han bland annat arbetat med radioprogrammet Ketchup, varit reporter för motorprogrammet Hela köret i Sveriges Television, samt varit redaktör för Wimans på ZTV.